# José Antonio Sulca Effio
José Antonio Sulca Effio (* 17. Januar 1938 in Ayacucho, Peru; † 1. September 2023 in Lima, Peru) war ein peruanischer Philologe, Literaturwissenschaftler, Hochschullehrer, Journalist, Schauspieler, Theaterleiter, Dichter und Schriftsteller, der auf Spanisch und Chanka-Quechua schrieb.

## Werdegang
José Antonio Sulca Effio wurde 1938 in Ayacucho/Huamanga geboren. Er arbeitete als Polizist bei der Guardia Nacional del Perú. Später studierte er spanische Sprache und Literatur auf Lehramt. Von den 1980er Jahren bis zu seiner Emeritierung war er Hochschullehrer für Quechua an der Universidad Nacional San Cristóbal de Huamanga (UNSCH) in Ayacucho.
José Antonio Sulca Effio brachte eine Reihe zweisprachiger Gedichtbände heraus, geschrieben in einem Alltags-Quechua mit spanischen Übersetzungen. Laut Gonzalo Espino Relucé hat Sulca ebenso wie Chaska Anka Ninawaman als muttersprachlicher Quechua-Sprecher gebrochen mit dem „gezähmten und kolonialen Quechua, um ein Quechua weiterzugeben, das den Runas gehört“. Beispiele für seine erotische Literatur sind zu finden in den Gedichtsammlungen Watuchi, Hayku, Harawichantin, veröffentlicht 2016, und Machimina, veröffentlicht 2007.
José Antonio Sulca Effio erlangte mehrere Literaturpreise. 2012 gewann er mit seinem Gedichtband Chirapa Wiqi (Arco Iris de Lágrima) den peruanischen Nationalen Literaturpreis (Premio Nacional de Literatura) in Quechua-Lyrik.
Er starb am Morgen des 1. September 2023 in Lima.

## Werke
- Cantipoemas ayacuchanos. Lluvia Editores, Lima 1991. (55 S)
- Apuntes: crónicas sobre música ayacuchana. Biblioteca Nacional del Perú, Lima 1999, ISBN 9972-601-64-1.
- Chaqrucha. Ediciones Capazul, Lima 2000. (49 S)
- Entre molles y campanarios. Ediciones Altazor, Lima 2000. (52 S)
- Machimina (Fina poesía erótica quechua). Ediciones Altazor, Lima 2007.
- Kukuli (Poemas en quechua denominados harawis). Ediciones Altazor, Lima 2009. (76 S)
- Manual quechua. Editora Argentina SRL, 2010. (141 S)
- Chirapa Wiqi (Arco Iris de Lágrima). Universidad Nacional Federico Villarreal, Lima 2012. (76 S) Premio Nacional de Literatura, Poesía quechua
- Watuchi, hayku, harawichantin. Ed. Amarti, Lima 2016.
- Wallpa suwa. Ed. Sulca, 2019, ISBN 978-612-00-4316-5